# Today (песня)
«Today» — песня американской рок-группы Jefferson Airplane, написанная Марти Балином и Полом Кантнером. Композиция была выпущена на втором альбоме коллектива Surrealistic Pillow, а её концертная версия позже была включена в расширенное переиздание альбома Bless Its Pointed Little Head. Балин: «Я написал [песню], чтобы попытаться встретиться с Тони Беннеттом. Он записывался в соседней студии. Я почитал его, так что я подумал написать ему песню. Я никогда так и не встретился с ним, но в итоге песня досталась [Jefferson] Airplane».

## Участники записи
- Марти Балин — вокал, бубен
- Грейс Слик — вокал
- Йорма Кауконен — гитара
- Пол Кантнер — гитара, вокал
- Джерри Гарсия — гитара[1]
- Джек Кеседи[англ.] — бас-гитара
- Спенсер Драйден[англ.] — ударные

## Кавер-версии
- Том Скотт[англ.] записал свой кавер для альбома Honeysuckle Breeze, который вышел в 1967 году. Данная версия имеет более ускоренный темп, чем у Jefferson Airplane, а также включает в себя длинное соло на саксофоне.
- Певица Рене Флеминг записала кавер для альбома Dark Hope, который вышел в 2010 году.
- Норвежская авангардная группа Ulver записала версию песни для своего сборника каверов Childhood’s End, выпуск которого состоялся в 2012 году.